# Ресурси і запаси плавикового шпату
Ресурси і запаси плавикового шпату (рос. ресурсы и запасы плавикового шпата, англ. fluor spar resources and reserves; нім. Ressourcen f pl und Vorräte m pl an Flussspat (Fluorit)).

## Загальна характеристика
Виявлені в 49 країнах, на кінець ХХ ст. 570 млн т. Головні країни, що мають ресурси: Китай, Росія, ПАР, США, Мексика, Україна і Монголія. Вони диспонують майже 77 % світових ресурсів.
Близько половини (44,5 %) загальних запасів флюориту зосереджено в Азії, дві третини з них — у Китаї (29,3 % загальних запасів світу). Інші запаси плавикового шпату розподілені порівняно рівномірно в Африці, Америці і Європі. Крім Китаю, виділяються Мексика, в надрах якої зосереджено 12,5 % загальних запасів світу, і ПАР — 11 %. У Монголії знаходиться 7,2 %, в Росії — 5,6 %, у Франції — 4,4 %, в Марокко — 3,1 % світових загальних запасів. У сумі в розпорядженні цих семи країн знаходиться майже три чверті мінерально-сировинної бази плавикового шпату.
Ситуація з розподілом підтверджених запасів флюориту дещо інша: лідером тут є Мексика, що відтіснила ПАР і Китай на друге і третє місце, далі йдуть Росія, Монголія, Франція і Марокко.
Плавиковий шпат (флюорит) добувається з родовищ п'яти геолого-промислових типів: жильного кварц-кальцит-флюоритового, на який припадає 35,5 % світових запасів, стратиформного кварц-кальцит-флюоритового — 35,2 %, жильного сульфідно-(барит)-флюоритового — 17,9 %, рідкіснометалічно-флюоритового — 9,5 %. П'ятий геолого-промисловий тип представлений унікальним родовищем стратиформних піщано-глинисто-флюоритових руд П'янчіано в Італії, загальні запаси флюориту якого становлять 1,9 % світових.
Якість запасів плавикового шпату визначається вмістом CaF2, який у високосортних рудах не повинно бути нижчим 35 %, можливістю отримання грудкових концентратів, що використовуються як флюси в металургійній промисловості, збагачуваністю руд і наявністю домішок.

## По країнах
Китай виділяється серед країн-диспонентів запасів плавикового шпату не тільки кількістю, але і якістю руд. На родовищах провінцій Хубей, Чжецзян, Шаньдун і автономного району Внутр. Монголія рудні тіла мають форму крутоспадних жил потужністю 0,2–21 м, протяжністю від 20 м до 3,5 км, і містять 60-95 % (в середньому 70 %) флюориту, а також кварц і кальцит, при незначному вмісті або повній відсутності сульфідів. Руди легкозбагачувані. У районі Де-Ан (провінція Цзянсі) поширені стратиформні родовища з метасоматичними кварц-кальцит-флюоритовими рудами, що містять бл. 40 % флюориту.
У ПАР провідну роль відіграють родовища стратиформного кварц-кальцит-флюоритового типу на півдні і північному сході країни. Родовища: Звартклуф (середній вміст флюориту 13,7 %), Маріко (85-90 % CaF2), «Буффало» (середній вміст CaF2 40 %). На найбільшому в країні жильному сульфідно-барит-флюоритовому родовищі Вергеноєг вміст великогрудкового флюориту коливається від 20 до 60 %.
У Росії бл. 40 % запасів плавикового шпату зосереджено в родовищах рідкіснометалічно-флюоритового типу Вознесенське і Прикордонне в Приморському краї, які забезпечують бл. 80 % виробництва флюоритового концентрату. Руди містять 20-70 % флюориту, але відрізняються складним мінеральним складом. Важливе промислове значення мають жильні кварц-кальцит-флюоритові родовища Забайкалля: Калангуйське, Солонечне, Усуглинське, Абагатуйське, Наранське та ін.
У Мексиці найякісніші руди, що містять 80-85 % CaF2, по 5-10 % кальциту і кварцу або халцедону, незначні кількості бариту і сульфідів, сконцентровані в метасоматичних кварц-кальцит-флюоритових родовищах районів Сарагоса-Ріо-Верде і Піко-де-Етеріо. Рудні тіла потужністю 15–40 м і довжиною 75–100 м виходять на поверхню. Крутоспадні жили кварц-кальцит-флюоритових родовищ району Мінас-де-Навідад містять 50 % кристалічного плавикового шпату («цукрового шпату»), придатного для отримання грудкових концентратів.
Метасоматичні поклади стратиформних кварц-кальцит-флюоритових родовищ розробляються також у Франції, Іспанії, Бразилії і ін. Основою сировинної бази Франції, Монголії, США, Великої Британії, Німеччини, Таїланду, Кенії є жильні кварц-кальцит-флюоритові родовища.
Ресурси плавикового шпату в Україні, за оцінками закордонних експертів, становлять 50 млн т. Підтверджено 2,2 млн т запасів флюориту у Покрово-Киреївському родовищі (Донецька обл). За іншими даними, запаси плавикового шпату категорії А+В+С1 в Україні бл. 1900 тис. т руди і бл. 1200 тис. т CaF2.
Забезпеченість головних країн-продуцентів плавиковошпатових концентратів загальними і підтвердженими запасами складає, відповідно (років): Монголії — 170 і 90, ПАР — 166 і 140, Мексики — 72 і 56, Франції — 127 і 91, Іспанії — 67 і 50, Китаю — 39 і 9 років.